# 12 Pułk Piechoty (Imperium Rosyjskie)
12 Wielkołucki pułk piechoty (ros. 12-й пехотный Великолуцкий полк) – oddział piechoty okresu Imperium Rosyjskiego.

## Charakterystyka
Sformowany w 1711. Stacjonował między innymi w Tule. Nosił nazwy: Wielkołucki pp (1811–1833), Wielkołucki pjegr (1833–1856).

 W przededniu I wojny światowej pułk etatowo posiadał cztery bataliony po cztery kompanie oraz kompanię tyłową. Kompania piechoty czasu wojny liczyła około 240 żołnierzy i 4–5 oficerów. Na szczeblu pułku występował także pododdział karabinów maszynowych (8 km), łączności (w tym 14 konnych gońców i 21 telefonistów) i zwiadowczy (64 zwiadowców, w tym 4 kolarzy). W sumie pułk liczył około 4000 żołnierzy.

W  lipcu 1914, na bazie zalążków wydzielonych z pułku, w ramach 2 fali mobilizacyjnej, sformowany został rezerwowy 228 pułk piechoty.

12 pułk piechoty rozformowany został w 1918.

## Podporządkowanie
Lipiec 1914:
- 17 Korpus Armijny – Moskwa[9]
  - 3 Dywizja Piechoty – Kaługa
    - 2 Brygada Piechoty – Tuła
      - 12 Wielkołucki pułk piechoty – Tuła